# La smorfia
La smorfia est un livre qui sert à interpréter les rêves afin de tirer des suggestions sur les numéros gagnants pour jouer à la loterie dans la tradition italienne et, plus en particulier, dans l'Italie du Sud. Dans la smorfia on fait correspondre aux mots, événements, personnes ou aux objets un ou plusieurs nombres, grâce à un codage bien précis qui fournit une interprétation numérique différente selon le contexte.
À l'origine, La smorfia appartenait à la tradition orale et n'a été transcrite que plus tard. Compte tenu de l'origine populaire de La smorfia, il existe aussi de nombreuses éditions qui associent des nombres à des images, au profit des analphabètes.

## Hypothèses sur les origines
L'origine du terme « smorfia » est incertaine, mais l'explication la plus commune est qu'il est lié au nom de Morphée, le dieu des rêves de la Grèce antique.
D'autres théories pointent à une origine kabbalistique juive, selon laquelle il n'y a aucun mot, lettre ou signe de Bible qui n'ait une signification ésotérique associée.

## Smorfia napolitaine
La smorfia est traditionnellement liée à la ville de Naples, qui a une longue tradition du jeu du loto. Ce jeu a aussi souvent été une source d'inspiration pour le cinéma, devenant parfois le protagoniste de dialogues et de sketches conçus et proposés avant tout par des acteurs napolitains.

### L'interprétation des rêves
Généralement les associations dérivées par La smorfia sont dérivées des rêves : les évènements, objets ou personnes apparaissant dans un rêve sont interprétés selon La Smorfia afin d'y associer des numéros. Ces numéros seront ensuite joués au loto par la personne qui a fait le rêve,.

### Les correspondances deLa smorfiaà Naples
Dans les associations de La smorfia l'association dépend du contexte du rêve ou de l'évènement associé. On peut par exemple associer à l'action « jouer » le numéro 79, mais cette interprétation change si c'est jouer aux chevaux (81), à la loterie (33), au football (50), aux cartes (17), aux échecs (22), etc.